# 神明社 (柏市)
神明社（しんめいしゃ）は、千葉県柏市塚崎の神社。

## 概略と沿革
創建年代は不明であるが、伊勢神宮の荘園「相馬御厨」があった縁で創建されたという。
旧沼南町に、「ワタライ」姓が多いのは、伊勢神宮の神職を世襲した度会氏に由来するという。
10月17日の例祭には、神話を元にした「十二座神楽」が催される。

## 交通アクセス
- かしわ乗合ジャンボタクシー神明社バス停留所で下車。